# Військовий старшина
Військови́й старшина — один із козацьких урядів, військове звання та чин в Україні (1918) та в Російській імперії. 
По Табелі про ранги, на підставі указу Павла I від 22 вересня 1798 відповідав майору, а 1885 року, зі скасуванням в армії чину майора, був порівняний до чину підполковника.
Історично в козацькому середовищі склався стан військово-адміністративних керівників, аналог офіцерського — козацька старшина. Старшина поділялася на генеральну, військову, полкову, сотенну. Військовою старшиною називався військово-адміністративний апарат козацького війська, найближчі помічники військових отаманів.
З 1754 року заборонено було призначати в старшини без особливого про те представлення у Військову колегію. У другій половині XVIII століття старшини були командирами козацьких полків або очолювали органи цивільного управління військ.
У міру впорядкування управління козацьких військ до імперського зразка та введення власних козацьких чинів було введено чин військового старшини.

## Збройні силиУкраїнської Держави (Гетьманат)(1918)
Знаки розрізнення в Збройних силах Української Держави були введені наказом Військової офіції ч. 221 від 16 червня 1918 року і розміщувалися на погонах з округленим кінцем. Штаб-старшинські погони мали золотий шнур який йшов вдовж погону, а також сплетені золоті шнури у середині. Знаками розрізнення військового старшини була одна чотирипроменева зірка на погоні.
Наказом Військової офіції ч. 222 від 18 червня 1918 року затверджувались польові погони військовослужбовців захисного кольору. Якщо вигляд звичайних погонів був під значним німецьким впливом, то вигляд польових офіцерських погонів Української Держави, нагадував російські, імперських часів. Генеральські погони мали зигзаг який йшов вздовж погону, старші офіцери (штаб-старшина) мали на погонах два просвіти, а молодші офіцери (оберстаршина) один просвіт. Військовий старшина на захисному погоні з двома  просвітами мав одну чотирипроменеву зірку захисного кольору.
| Нижче за рангом: Сотник | ЗС Української держави Військовий старшина (1918) | Вище за рангом: Полковник |

## Росія

### Військовий чин козацьких частинРосійської імперії(1798—1917)

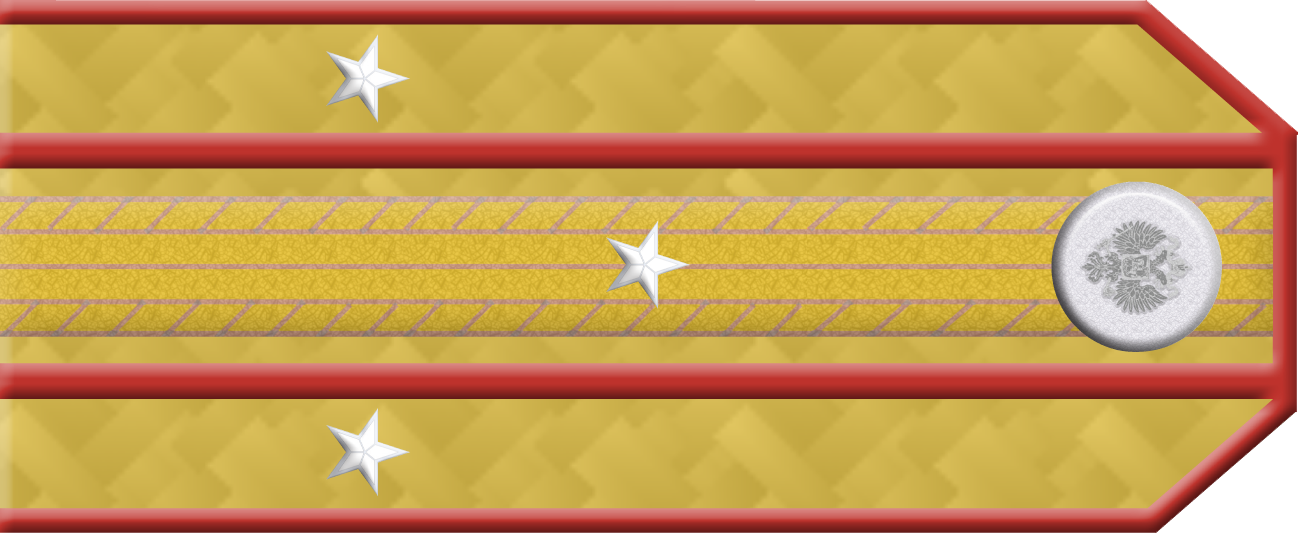
Погон військового старшини Російської імперії (1884—1917)

Штаб-офіцерський військовий чин в козацьких військах Російської імперії. Згідно Табелі про ранги, спершу відносився до VIII класу і був аналогом загальновійськового чину «майор». У 1884 році майорський чин було скасовано, чин козацького військового старшини було піднято до VII класу і він став дорівнювати загальновійськовому чину «підполковник».
Спершу військовий старшина був вище за рангом ніж осавул, але нижче за підполковника. Але після 1884 року, старшим за військового старшину став чин козацького полковника.
16 грудня 1917 року після Жовтневого перевороту декретом радянського керівництва було скасовано чини, звання та титули часів Російської імперії. Але цей чин, ще деякий час використовувався у Білій армії (1917—1921).
Знаками розрізнення військового старшини були погони з двома просвітами. Спершу на кожному погоні було по дві п'ятипроменеві зірочки, але з 1884 року знаками розрізнення чину стають три зірочки.

### Російські козацькі підрозділи в нацистської Німеччини (1943-1945)
В складі Вермахту та Військ СС було створено козацькі підрозділи з емігрантів та військовополонених РСЧА, які вважали себе козацького походження. 
Козаки-емігранти які, служили в Російській армії за можливості. Використовували елементи старого однострою, чи виробляли нові за його зразком. 
Знаки розрізнення військового старшини, були погони з двома просвітами, на яких було три чотирипроменеві зірки, розташовані «трикутником».

### Чин козацьких товариствРосійської Федерації(з 2010)
Після розпаду СРСР, та утворення Російської федерації  в різних її частинах утворюються різноманітні козацькі товариства, ранги у яких були побудовані на основі  імперської системи козацьких чинів. Знаки розрізнення у цих формуваннях різнилися і могли бути побудовані як на імперській, так і радянській системі знаків розрізнення.
Відповідно до Указу Президента РФ від 09.08.1995 № 835 Державний реєстр козацьких товариств Російської Федерації.
Чини членів козацьких товариств затверджені Указом Президента РФ від 10.02.2010 № 169 «Про чинів козацьких товариств, внесених до державного реєстру козацьких товариств у Російській Федерації». Указом Президента РФ від 10.12.2010 № 171 «Про форму одягу і знаки розрізнення за чинами членів козацьких товариств, внесених до державного реєстру козацьких товариств у Російській Федерації» встановлено знаки відмінності по чинах (погони) . Іншим об'єднанням козаків було заборонено мати аналогічні знаки розрізнення.
В «реєстровому» російському козацтві ранги та знаки розрізнення здебільшого відповідають імперському стилю. Сучасний російський військовий старшина, має погони аналогічні до імперського, тобто на погонах з двома просвітами, розміщуються три середні п’ятипроменеві зірки, розташовані «трикутником» (як на погонах російського армійського полковника). На похідному однострої просвіти відсутні, а відрізнити чин військового старшини від сотника, при однаковій кількості зірочок, можна лише за їх розміром.